# Lebeckia lotononoides
Lebeckia lotononoides är en ärtväxtart som beskrevs av Rudolf Schlechter. Lebeckia lotononoides ingår i släktet Lebeckia och familjen ärtväxter. Inga underarter finns listade i Catalogue of Life.